# Патерно Калабро
Патерно Калабро (итал. Paterno Calabro) је насеље у Италији у округу Козенца, региону Калабрија.
Према процени из 2011. у насељу је живело 778 становника. Насеље се налази на надморској висини од 674 м.

## Становништво
Према резултатима пописа становништва 2011. у општини је живело 1.366 становника.
| 1931. | 1936. | 1951. | 1961. | 1971. | 1981. | 1991. | 2001. | 2011. |
| ----- | ----- | ----- | ----- | ----- | ----- | ----- | ----- | ----- |
| 2.425 | 2.468 | 2.815 | 2.214 | 1.557 | 1.333 | 1.456 | 1.383 | 1.366 |